# 惠安暴动旧址
“惠安暴动”旧址位于中国福建省惠安县山霞镇后洋村、东桥镇屿头村，由飞凤寺和屿头山土地庙组成。1930年9月14日，中国工农红军独立一师二团在飞凤寺部署“惠安暴动”方案。16日晨，二团在后洋大埔举行授旗誓师仪式后，向山柄村民团发起攻击，攻下民团炮堡，打响了惠东暴动第一枪。闽南地区第一个乡级红色政权——五陈乡苏维埃政府也同时宣告成立。之后，二团转战屿头山，以土地庙为临时战地指挥所。2009年11月16日公布为第七批福建省文物保护单位。